# Joseph Gerhard Zuccarini
Joseph Gerhard Zuccarini (München, 10 augustus 1797 - München, 18 februari 1848) was een Duits botanicus. 
Hij was hoogleraar in München en conservator van de botanische tuin aldaar. Hij was vooral actief op het gebied van de systematiek en taxonomie. Vanaf 1820 werkte hij aan de systematiek van de Braziliaanse plantensoorten die Carl Friedrich Philipp von Martius op zijn expeditie had verzameld. Later werkte hij veel samen met Philipp Franz von Siebold, en hielp hem bij de beschrijving van zijn collecties uit Japan voor de Flora Japonica. Verder beschreef hij zelf talrijke plantensoorten uit diverse streken, waaronder Mexico, Madagaskar en de Levant, naast de plaatselijke flora van Beieren.
Het botanisch geslacht Zuccarinia werd in 1827 door Carl Ludwig Blume naar hem genoemd.